# 路璜
路璜（1812年—1888年），字漁賓，一字小竹，贵州畢節人，清朝官员，進士出身。

## 生平
道光二十五年（1845年）太后七旬乙巳恩科進士，二甲二十九名，后官河南知縣。曾任咸丰丁亥、同治丁卯、光绪乙亥和丙子科河南乡试同考官，候选河南道。有《黔灵山樵集》。

## 家庭
- 子光緒二年（1876年）丙子恩科進士路朝霖。
- 女路秀贞，有《吟荭馆遗诗》。